# 102P/Shoemaker
La comète Shoemaker 1, officiellement 102P/Shoemaker 1, est une comète périodique du système solaire, découverte le 27 septembre 1984 par Carolyn S. Shoemaker et Eugene M. Shoemaker à l'observatoire du Mont Palomar en Californie.